# Zweite Präsidentschaft von Donald Trump

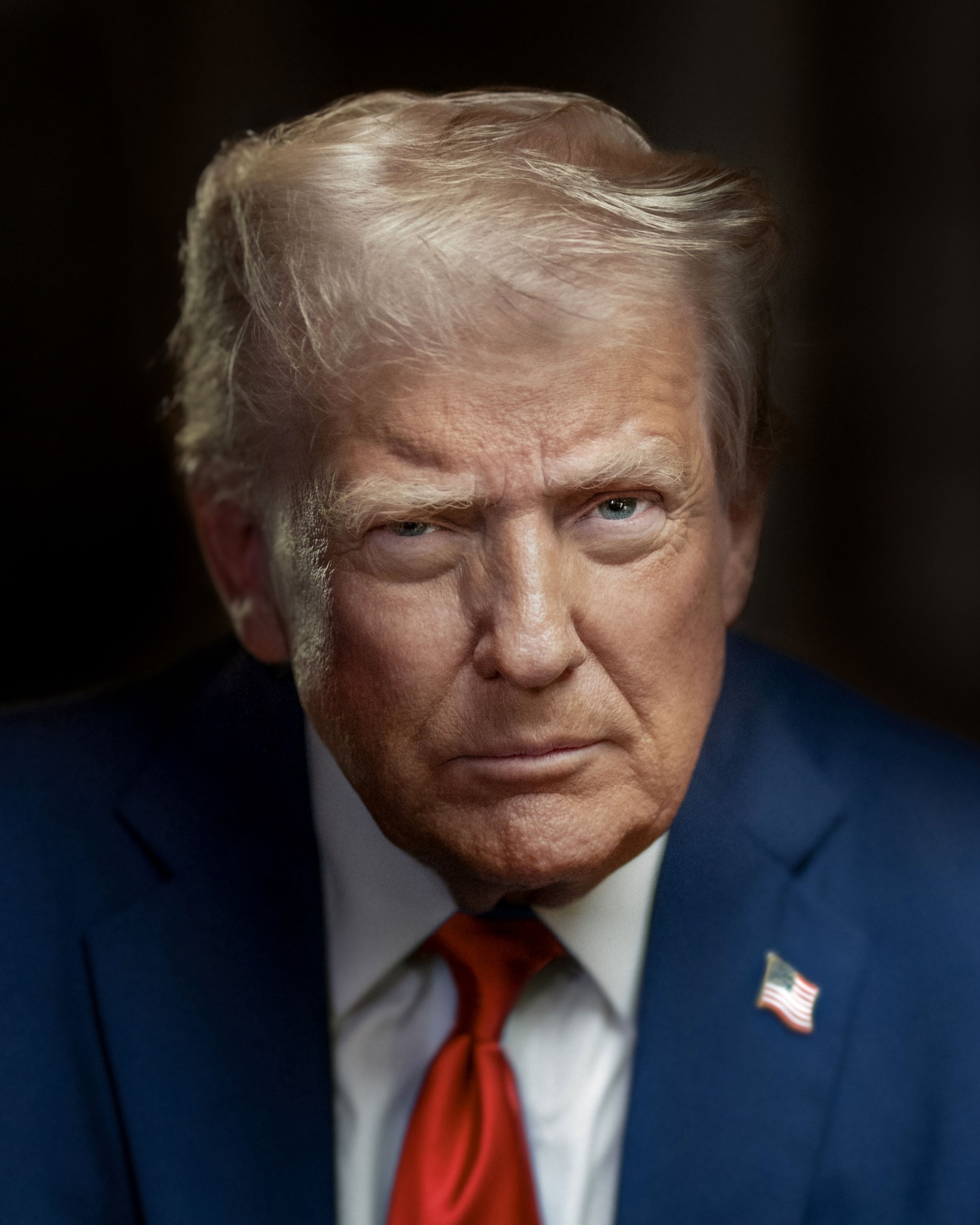
Donald Trump (offizielles Porträtfoto, 2025)

Die zweite Präsidentschaft von Donald Trump ist die Amtszeit des 47. Präsidenten der Vereinigten Staaten, Donald Trump (* 1946). Sie begann am 20. Januar 2025 mit der Amtseinführung Donald Trumps und endet voraussichtlich am 20. Januar 2029 mit der Amtseidablegung seines Nachfolgers.

## Amtseinführung

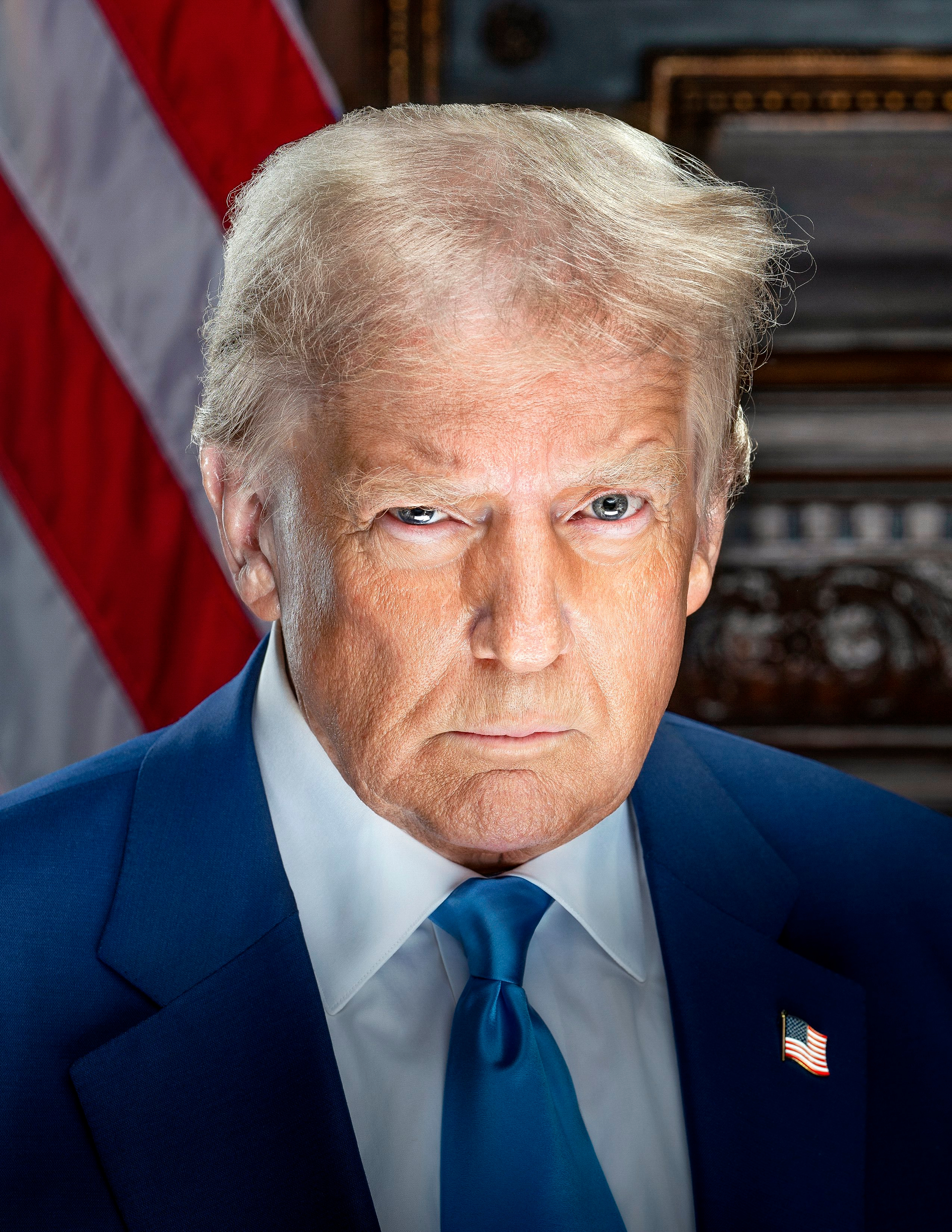
Donald Trump auf dem offiziellen Porträtfoto zur Amtseinführung 2025

Die zweite Amtseinführung von Donald Trump als 47. Präsident der Vereinigten Staaten fand am 20. Januar 2025 in Washington D.C. statt. Aufgrund eisiger Temperaturen (es herrschten circa minus 3 Grad Celsius) war es die zweite Amtseinführung seit 1893, die in den Innenräumen des Kapitols der Vereinigten Staaten stattfand, statt vor dem Kapitol. Zudem ist es die zweite nicht aufeinanderfolgende Wiederernennung eines US-Präsidenten, nach der zweiten Amtseinführung von Grover Cleveland im Jahr 1893.
Beim traditionellen Gebetsgottesdienst zur Amtseinführung predigte die anglikanische Bischöfin von Washington Mariann Edgar Budde. Dabei bat sie Trump, Barmherzigkeit gegenüber den Menschen im Land zu üben, die nun in Angst lebten, und jenen zu helfen, die vor Krieg und Verfolgung flüchteten und um Mitgefühl und freundliche Aufnahme in den USA ersuchten. Nach dem Gottesdienst antwortete Trump außerhalb der Kathedrale auf die Fragen von Reportern, dass die Predigt „nicht allzu aufregend“ gewesen sei, und „sie könnten es viel besser“. In einem Beitrag im Netzwerk Truth Social sprach er von einer „sogenannten Bischöfin“ und erklärte sie zu einer „linksradikale[n] Hardlinerin und Trump-Hasserin“. Er forderte eine Entschuldigung.

## Politische Entscheidungen

### Erste Maßnahmen kurz nach Amtsantritt
Noch am Tag seiner Amtseinführung erließ Trump, wie von ihm bei seiner Amtseinführung als auch mit seinem Wahlprogramm Agenda 47 angekündigt, einige Dekrete. Unter anderem ließ er 78 Dekrete, Verfügungen und Memoranden, die von seinem Amtsvorgänger Joe Biden erlassen worden waren, aufheben. Einige der wichtigsten Maßnahmen sind:
- Vor Anhängern in der Capital One Arena unterzeichnete er wenige Stunden nach seinem Amtseid eine Executive Order, mit der die USA aus dem Pariser Klimaabkommen ausstiegen.
- Auch hob er ein seit 2021 bestehendes Moratorium für Hinrichtungen auf Bundesebene auf.
- Im Oval Office stufte er ausländische Drogenkartelle als Terrororganisationen ein, rief aufgrund eines hohen Flüchtlingsaufkommens und wegen der durch den Drogenkrieg in Mexiko verstärkten und andauernden Opioidkrise in den USA einen Notstand für die Grenzregion zu Mexiko aus.
- Zudem begnadigte er etwa 1500 am Sturm auf das Kapitol in Washington 2021 Beteiligte und deswegen Verurteilte – darunter auch Gewalttäter –[9][10][11][12] sowie Ross Ulbricht.[13]
- Ebenfalls am ersten Tag ordnete Trump den Austritt der USA aus der Weltgesundheitsorganisation (WHO) an. Trump ist der Meinung, die USA würden zu viel Geld an die WHO zahlen.[14]
- Er erließ ein Dekret, mit dem das eigentlich durch die US-Verfassung (14. Zusatzartikel) geschützte Recht auf US-amerikanische Staatsbürgerschaft bei Geburt auf US-amerikanischen Boden eingeschränkt werden soll. Dieses wurde kurz darauf von einem Gericht vorläufig als verfassungswidrig gestoppt (siehe unten).[15]
- Kuba wurde wieder auf die Liste der Terrorismus unterstützenden Staaten gesetzt, nachdem Amtsvorgänger Joe Biden nur eine Woche zuvor das Land davon gestrichen hatte.[9][10][11][12]
- Das sogenannte humanitäre Parole-Programm für Kubaner, Haitianer, Nicaraguaner und Venezolaner wurde am ersten Tag seiner Amtszeit beendet. Im darauffolgenden März wurden die unter dieses Programm fallenden Immigranten für illegal erklärt und ihnen 30 Tage Zeit gegeben, das Land zu verlassen.[16]
- In einer weiteren Executive Order erklärte Trump, dass die Vereinigten Staaten sich aus dem als Global Tax Deal bezeichneten globalen Mindeststeuerabkommen zurückziehen und dessen Bestimmungen nicht weiter anwenden würden.[9][17]
- Zur Ausweitung der heimischen Energieproduktion erklärte Trump am ersten Tag seiner Amtszeit ebenfalls einen nationalen „Energienotstand“. Damit soll die Nutzung fossiler Energieträger vereinfacht und Genehmigungsverfahren für den Bau von Pipelines beschleunigt werden. Die Maßnahme soll dazu beitragen, die Energiekosten für Verbraucher und die Industrie zu senken. In einem anderen Dekret verfügte Trump gleichzeitig, dass Genehmigungen für neue Windparks gestoppt und überprüft werden.[9] Das American Climate Corps zur Ausbildung umwelt- und energietechnischer Hilfs- und Fachkräfte wurde eingestellt.[18]
- In zwei weiteren Dekreten stoppte Trump die US-amerikanische Mitfinanzierung der UN-Organisation UNRWA[19] und hob die Sanktionen gegen radikale israelische Siedler im Westjordanland auf.[20][10]
- In weiteren Dekreten hob Trump den von seinem Vorgänger Biden erlaubten Dienst transgeschlechtlicher Personen im US-Militär auf, verbot deren Teilnahme am Sportunterricht entsprechend der eigenen Geschlechtsidentität in den Schulen und hob den besonderen Schutz von trans Personen in Bundesgefängnissen auf. Trump erließ zudem ein Dekret, das Bundesbehörden den Bürgern nur das „Geburtsgeschlecht“ (siehe Biologisches Geschlecht) anerkennen dürfen und eine dritte Geschlechtsoption nicht mehr möglich sein soll. Unter seinem Vorgänger Biden war eine dritte Option möglich, mit der etwa in US-Reisepässen ein „X“ beim Geschlecht eingetragen wurde.[21][22]
- Zudem ordnete Trump an, dass der Golf von Mexiko künftig Golf von Amerika und der Berg Denali künftig erneut Mount McKinley laute.[23]
- Weiterhin pausiert eine Executive Order von Trump das föderale TikTok-Verbot für 75 Tage, um der Regierung Zeit zu geben, eine Lösung zu finden, welche die nationale Sicherheit gewährleistet.[24][10]
- US-Entwicklungshilfe ließ Trump ebenfalls am ersten Tag seiner Amtszeit für 90 Tage pausieren, um nach Angaben seiner Regierung die Zeit zur Überprüfung jener Hilfen zu nutzen.[9]
- Trump gab am 21. Januar 2025 bekannt, dass private Investitionen in Höhe von bis zu 500 Milliarden Dollar in die Infrastruktur für Künstliche Intelligenz investiert werden würden. OpenAI, Softbank und Oracle planen ein Joint Venture namens Stargate mit einer anfänglichen Investition von 100 Milliarden Dollar, die sich über die nächsten vier Jahre auf bis zu 500 Milliarden Dollar erhöhen soll. Das Projekt beginnt mit einem Rechenzentrums-Projekt in Texas und soll sich auf weitere Staaten ausweiten.[25] Die von Biden verabschiedeten Regulierungen für Sicherheit und Kontrolle von KI hob er auf.[26]
- Auf Anweisung versandte die zentrale Bundespersonalbehörde United States Office of Personnel Management am 28. Januar 2025 per E-Mail an ca. 2,3 Mio. Dienstkräfte befristete Kündigungsangebote mit dem Inhalt der Gehaltsweiterzahlung bis September 2025 bei Kündigung des Dienstverhältnisses bis zum 6. Februar 2025.[27] Wer das Angebot nicht annehme, habe keine Gewähr, dass seine Stelle erhalten bleibe.[28][29][30]

Der US-Kongress billigte in der ersten Amtswoche im Januar 2025 als erstes ein Gesetz, bekannt als der Laken Riley Act, das die Untersuchungshaft für ausländische Tatverdächtige ohne gültige Papiere erweitert. Betroffene können nun auch für weniger schwere Straftaten wie Ladendiebstahl in Einwanderungshaftzentren festgehalten werden, während dies zuvor hauptsächlich bei schweren Straftaten der Fall war. Ein Verdachtsmoment reicht aus, um diese Maßnahme anzuwenden, und es ist nicht erforderlich, dass die Schuld für das konkrete Delikt nachgewiesen wird. Die Betroffenen haben kein Recht auf eine Anhörung zum Vorwurf, keine Möglichkeit der Freilassung gegen Kaution und keine Prüfung, ob sie tatsächlich ein Sicherheitsrisiko darstellen. Diese Regelungen haben zu Bedenken geführt, insbesondere hinsichtlich der Verletzung grundlegender rechtlicher Grundsätze wie des Rechts auf ein faires Verfahren. Der Sheriff von Las Vegas, Kevin McMahill, kündigte an, seine Behörde werde bei Massenverhaftungen von Migranten nicht teilnehmen, weil sie zu viel andere wichtige Dinge zu tun hätte.
Am 23. Januar ordnete Trump die Freigabe sämtlicher, bisher geheimer Regierungsdokumente zu den Attentaten auf John F. Kennedy, Robert F. Kennedy und Martin Luther King an.
Am 24. Januar 2025 besuchte Trump die Katastrophengebiete in North Carolina und Los Angeles. In North Carolina, das vom Hurrikan Helene im Herbst 2024 stark betroffen war, kritisierte Trump die bisherige Reaktion der Bundesbehörden, insbesondere die Federal Emergency Management Agency (FEMA), und kündigte an, diese entweder tiefgreifend zu reformieren oder abzuschaffen. In Los Angeles, wo verheerende Waldbrände die Region heimgesucht hatten, äußerte er sich ähnlich kritisch über die lokale und bundesstaatliche Katastrophenbewältigung, forderte aber gleichzeitig die Zusammenarbeit mit Gouverneur Gavin Newsom und bot Unterstützung für die Wiederaufbauarbeiten an.

### Migrationspolitik
Trumps zentrales Wahlversprechen war eine harte Migrationspolitik und die Massendeportation von Menschen mit Migrationshintergrund. Je nach Aussage sollen von den Deportationen nicht nur illegale Zuwanderer, sondern auch Einwohner mit dauerhaftem Aufenthaltsstatus oder teilweise sogar amerikanische Staatsbürger betroffen sein. Dazu nutzt Trump den Alien Enemies Act von 1789.
Am 4. Februar 2025 kündigte Trumps Pressesprecherin Karoline Leavitt für den gleichen Tag erste Flüge mit illegalen Migranten aus den USA nach Guantanamo Bay an, die von dort in ihre Heimat- oder andere Länder abgeschoben werden sollen. Trump hatte ein Lager dort für „kriminelle illegale Einwanderer“ angewiesen. Im April 2025 schob die Ausländerbehörde erstmals zwei minderjährige US-Staatsbürger gemeinsam mit ihrer Mutter ab, die sich illegal aber dokumentiert im Land aufgehalten hatte. Besonderes Aufsehen erregte der Fall von Ábrego García, einem salvadorianischen Staatsbürger, der rechtswidrig in sein Heimatland abgeschoben wurde. Der Oberste Gerichtshof wies die Regierung an, seine Rückkehr zu ermöglichen, was diese jedoch zunächst praktisch ignorierte, am 6. Juni wurde er zurückgebracht.
Von der strengen Einwanderungspolitik ausgenommen sind weiße Südafrikaner, wie die Buren, die laut Trump in ihrer Heimat einem „Genozid“ ausgesetzt sind.

#### Einreise in die Vereinigten Staaten
Anfang Juni 2025 kündigte Trump aus „Sicherheitsgründen“ eine Einreisesperre für Staatsangehörige aus zwölf Ländern ab dem 9. Juni 2025 an. Betroffen sind Reisende aus Afghanistan, Äquatorialguinea, Eritrea, Haiti, dem Iran, dem Jemen, Libyen, Myanmar, der Republik Kongo, Somalia, dem Sudan und dem Tschad. Von Teilbeschränkungen würden darüber hinaus acht weitere Länder betroffen sein, nämlich Burundi, Kuba, Laos, Sierra Leone, Togo, Turkmenistan und Venezuela. Diese sind vergleichbar mit der in den Medien oft als „muslim ban“ bezeichneten Maßnahme seiner ersten Präsidentschaft. Als Grund gab er an, dass die Länder zu wenige Hintergrundinformationen zu ihren Staatsbürgern mit den USA teilen und teilweise abgeschobene Personen nicht zurücknehmen. Ausgenommen sind unter anderem Menschen mit Green Card oder Visum, bestimmte Diplomaten, mit einem Reisepass eines nicht von der Einreise betroffenen Staates einreisende Doppelstaater sowie für bestimmte Wettbewerbe einreisende Sportler.
Außerdem will Trump ausländischen Staatsangehörigen die Einreise verwehren, die an der Universität Harvard studieren wollen.
Darüber hinaus häuften sich während Trumps Präsidentschaft Meldungen von willkürlichen Verhaftungen und Zurückweisungen an der Grenze, auch von Europäern.
Als es im Juni 2025 nach Razzien der Einwanderungsbehörde und Festnahmen wegen mutmaßlicher Verstöße gegen das Einwanderungsgesetz in Los Angeles zu gewalttätigen Demonstrationen kam, kündete Trump den Einsatz von 2.000 Nationalgardisten an. Im Normalfall untersteht die Nationalgarde bei einem Einsatz dem Gouverneur des jeweiligen Bundesstaats. Der Einsatz gegen den Willen eines Bundesstaats wird als Eskalation gewertet. Der demokratische Gouverneur von Kalifornien, Gavin Newsom, kritisierte, es solle ein „Spektakel“ inszeniert werden. Zuvor hatte Trump Newsom auf seinem Kanal Truth Social als „Newscum“ („scum“ = deutsch „Abschaum“) bezeichnet. Newsom kündigte am 9. Juni 2025 an, die US-Bundesregierung wegen der Entsendung der Nationalgarde nach Los Angeles zu verklagen.
Trump sieht sich mit widerstreitenden Forderungen der MAGA-Anhänger und der Agrar- und der Gastronomenlobby konfrontiert: Im Juni 2025 meldete die New York Times, Beamte der Einwanderungsbehörde seien nun angewiesen, Razzien und Festnahmen in Landwirtschaftsbetrieben, Hotels und Restaurants weitgehend auszusetzen, sofern sie nicht mit Ermittlungen zu Menschenhandel, Geldwäsche und Drogenschmuggel zusammenhingen. Trump selbst hatte zuvor geschrieben, dass Landwirte und Menschen im Hotel- und Freizeitsektor erklärt hätten, dass die „sehr aggressive Einwanderungspolitik ihnen sehr gute, langjährige Arbeitskräfte“ wegnähme.

### Innenpolitik, Wahlrecht
Trump erließ am 25. März 2025 ein Dekret, das Bundesbehörden anwies, Maßnahmen zur Verschärfung der Wahlgesetze zu ergreifen.  Wähler mussten bei der Registrierung für Bundeswahlen ihre US-Staatsbürgerschaft mit Dokumenten nachweisen. Per Briefwahl abgegebene Stimmen sollten nur noch gezählt werden, wenn sie spätestens am Wahltag bei den Behörden eingingen. Dies hätte die bisherige Praxis in mehreren Bundesstaaten geändert, in denen auch später eintreffende, aber rechtzeitig abgestempelte Briefwahlunterlagen akzeptiert wurden. Trump drohte Bundesstaaten, die diese Vorgaben nicht umsetzen, mit Kürzungen von Bundesmitteln, um politischen Druck auszuüben. Bürgerrechtsgruppen kritisierten die Maßnahmen als Versuch, bestimmten Bevölkerungsgruppen – etwa Minderheiten oder sozial Schwächeren – die Stimmabgabe zu erschweren. Die rechtlichen Möglichkeiten des Präsidenten zur direkten Einflussnahme auf das Wahlrecht sind in den USA jedoch begrenzt, da die Ausgestaltung der Wahlgesetze primär Sache der Bundesstaaten ist.  Hiergegen erhoben insgesamt 19 vorwiegend demokratisch regierte Bundesstaaten – darunter Kalifornien und New York – Klage.  Eine Bundesrichterin in Boston blockierte am 13. Juni 2025 das Dekret, da der Präsident ausweislich dieser Entscheidung nicht die Autorität besitzt, den Bundesstaaten Änderungen an den Wahlverfahren vorzuschreiben.
Am 11. August 2025 gab Trump bekannt, die Nationalgarde von Washington D.C. in Washington, D.C. einzusetzen und die Polizei der Hauptstadt unter die Kontrolle der Bundesregierung zu stellen. Als Grund für die Maßnahme gab Trump die ausufernde Kriminalität in der Stadt an. Bürgermeisterin Muriel Bowser verwies dagegen darauf, dass die Gewaltkriminalität im vergangenen Jahr ihren niedrigsten Stand seit mehr als drei Jahrzehnten erreicht habe.

### Außenpolitik
Am 4. Februar 2025 erklärten die USA erneut den Austritt aus dem Menschenrechtsrat der Vereinten Nationen.
Im Juli 2025 gab die US-Regierung den Austritt aus der UNESCO bekannt. Der Austritt soll zum Jahreswechsel 2026/2027 erfolgen. Bereits während Trumps erster Amtszeit waren die USA aus der UNESCO ausgetreten. Unter Joe Bidens Präsidentschaft war der Wiedereintritt erfolgt.

#### NATO
Sechs Monate nachdem Trump im Januar 2025 von den Mitgliedstaaten der NATO eingefordert hatte, dass diese ihre Verteidigungsausgaben auf fünf Prozent ihres jeweiligen Bruttoinlandsprodukts erhöhen, wurde diese Aufrüstungforderung auf dem NATO-Gipfel in Den Haag 2025 akzeptiert bzw. beschlossen. Trump hatte zuvor das militärische Beistandsversprechen der USA mehrmals für den Fall infrage gestellt, dass die anderen NATO-Mitglieder nicht mehr in ihre Verteidigung investieren.

#### Ukraine und Russland
Im Gegenzug für die US-Hilfe für die Ukraine im andauernden Krieg gegen Russland forderte Trump Zugriffsrechte auf Rohstoffe des Landes, vor allem auf seltene Erden. Dabei kritisierte er seinen Vorgänger Joe Biden dafür, ohne eine Gegenleistung „einfach nur Geld [an die Ukraine] verteilt“ zu haben. Der ukrainische Präsident Selenskyj hatte bereits im September 2024 – vor den US-Wahlen – angeboten, westliche Unterstützung mit seltenen Erden und anderen Bodenschätzen zu entgelten. Um eine entsprechende Kooperation beider Länder zu unterzeichnen, reiste Selenskyj Ende Februar 2025 nach Washington. Der Besuch endete öffentlich im Eklat, da sich Trump nicht auf weitere Sicherheitsgarantien einlassen wollte und der ukrainischen Seite Undankbarkeit vorwarf.
Justizministerin Pam Bondi ordnete Anfang Februar 2025 die Auflösung einer Strafverfolgungseinheit des Ministeriums zur Durchsetzung von Sanktionen gegen russische Oligarchen, der Taskforce „KleptoCapture“, an. Die dort eingesetzten Ressourcen sollen zur Bekämpfung von Drogenkartellen und transnationalen kriminellen Organisationen eingesetzt werden.
Die US-Regierung kündigte am 3. März an, die US-Militärhilfe, inklusive Aufklärungsinformationen, für die Ukraine vorerst einzustellen. Trump habe klargemacht, dass sein Fokus auf Frieden liege, hieß es aus dem Weißen Haus. Die Hilfe werde bis auf Weiteres ausgesetzt und überprüft. Am 11. März wurden die Militärhilfen wieder fortgesetzt. Nach einem zweistündigen Telefonat mit Wladimir Putin am 19. Mai 2025 relativierte Trump seine bisherige Haltung: Nur Russland und die Ukraine sollten an Gesprächen beteiligt sein, um den Krieg zwischen ihnen zu beenden, schrieb er in den sozialen Medien, „weil sie Einzelheiten einer Verhandlung kennen, von denen sonst niemand etwas wissen würde.“ Nach vier Telefonaten mit Putin sagte Trump im Juli 2025 „Wir bekommen von Putin eine Menge Bullshit, wenn Sie die Wahrheit wissen wollen. Er ist die ganze Zeit sehr nett zu uns, aber das stellt sich alles als bedeutungslos heraus.“ Im selben Monat kündigte Trump für den Fall, dass es nicht innerhalb von 50 Tagen zu einer Waffenruhe in der Ukraine kommt, Zölle in Höhe von 100 % gegen Russlands Handelspartner an. Trump erklärte, er sei „enttäuscht“ von Putin. Außerdem gab Trump bekannt, der Ukraine Waffenlieferungen zukommen zu lassen, solange dies von der Ukraine oder anderen Staaten finanziert werde. Am 6. August ordnete Trump nach Verhandlungen seines Chefunterhändlers Steve Wittkof mit dem russischen Staatspräsidenten Wladimir Putin an, bestehende Zölle auf Importe aus Indien zu verdoppeln bzw. von 25 auf 50 % anzuheben, weil Indien russisches Öl kauft und damit Russland Kriegswirtschaft mitfinanziert. Des Weiteren verbot Trump mit dem Dekret die Einfuhr bestimmter Produkte russischen Ursprungs, darunter Rohöl, Petroleum sowie Erdölbrennstoffe, Öle und Produkte aus deren Destillation. Am 15. August 2025 kam es zu einem mehrstündigen Treffen zwischen Trump und Wladimir Putin in Anchorage, Alaska.

#### Naher Osten
Anfang Februar 2025 kündigte Trump an, den Gaza-Streifen übernehmen zu wollen. Einen militärischen Einsatz zur Umsetzung seiner Pläne schloss er nicht aus. Die rund zwei Millionen Palästinenser sollten laut Trump umgesiedelt werden. Seitens der israelischen Regierung von Netanjahu kam zu diesem Vorschlag Zustimmung. Der US-Demokrat Chris Murphy sagte, Trump habe völlig den Verstand verloren. Ein Vertreter der Terrororganisation Hamas, die weite Teile des Gaza-Streifens dominieren, sagte, man halte „sie für ein Rezept, um Chaos und Spannungen in der Region zu erzeugen, denn die Menschen im Gazastreifen werden solche Pläne nicht zulassen.“
Anfang Februar 2025 ordnete Trump weitere harte Sanktionen gegen die Islamische Republik Iran an.
Am 17. März 2025 ordnete Trump Luftschläge im Jemen auf Stellungen der Huthi-Milizen an. Die Aktion war von der Signalgate-Affäre überschattet.
Im Mai 2025 erhielt Trumps Regierung bei einem Staatsbesuch in Saudi-Arabien vom saudischen Kronzprinzen Mohammed bin Salman Zusagen für Investitionen in Höhe von 600 Milliarden US-Dollar. Darin enthalten sind Rüstungsgeschäfte in Höhe von knapp 142 Milliarden Dollar. Dort traf sich Trump auch mit dem Übergangspräsidenten von Syrien, Ahmed al-Schaara. Es war die erste Begegnung der Oberhäupter der beiden Staaten seit dem Jahr 2000, als sich Bill Clinton und Hafiz al-Assad trafen. Trump kündigte vor dem Treffen mit Schaara an, US-Sanktionen gegen Syrien, die während der Herrschaft von Baschar al-Assad verhängt worden waren, aufzuheben.
Am 21. Juni 2025 griffen die USA in den israelisch-iranischen Krieg ein und bombardierten drei iranische Anlagen zur Urananreicherung. Als Reaktion attackierte Iran den größten US-Militärstützpunkt in der Region, die Al Udeid Air Base. Im Folgemonat verhängte die US-Regierung Sanktionen gegen mehr als 100 iranische Personen, Firmen und Schiffe, um Irans Einnahmen aus Ölgeschäften zu stoppen.

#### Kanada
Trump thematisierte die Idee einer Eingliederung Kanadas in die USA mehrfach öffentlich, unter anderem über seinen Social-Media-Kanal Truth Social. Er argumentierte, eine Fusion würde Zölle abschaffen, Steuern senken und Kanada vor vermeintlichen Bedrohungen durch russische und chinesische Schiffe schützen. Bereits im Januar 2025 kündigte er an, kanadische Importe mit 25 % Zöllen zu belegen, falls Kanada nicht kooperiere. Noch am Tag der kanadischen Parlamentswahlen am 28. April 2025 sprach sich Trump auf seiner Plattform „Truth Social“ dafür aus, die Kanadier sollten für ihn stimmen, nämlich für „einen Mann, der die Stärke und Weisheit“ habe, die Steuern auf die Hälfte zu senken, die militärische Macht auf das höchste Niveau der Welt zu heben und die Kernindustrien des Landes zu vervierfachen. Dies sei ohne Zölle und Steuern möglich, „wenn Kanada der geschätzte 51. Bundesstaat der Vereinigten Staaten“ werde.

#### Kaschmir-Konflikt
Nach wechselseitigen Angriffen zwischen Pakistan und Indien im Kontext des Kaschmir-Konflikts vermittelte Trumps Regierung im Mai 2025 einen Waffenstillstand.

#### Grenzkonflikt zwischen Kambodscha und Thailand
Im Grenzkonflikt zwischen Kambodscha und Thailand 2025 einigten sich beide Konfliktparteien auf einen Waffenstillstand, nachdem Trump den Regierungen beider Staaten mitgeteilt hatte, dass seine US-Regierung im Falle einer Fortsetzung des Konflikts keine Handelsverträge mit den beiden Staaten abschließen werde.

#### Armenisch-aserbaidschanischer Grenzkonflikt
Nach Vermittlung der US-Regierung unterzeichneten die Staatspräsidenten von Armenien und Aserbaidschan im Beisein von Trump im August 2025 im Weißen Haus ein Abkommen über die Lösung des Grenzkonflikts um den Sangesur-Korridor sowie weitere Dokumente auf dem Weg zu einem Friedensschluss.

#### Afrika
Am 1. Februar 2025 ordnete Trump militärische Luftschläge auf Stellungen des Islamischen Staats in Somalia an.
Im Juni 2025 vermittelte die US-Regierung im Kongolesisch-ruandischen Konflikt bei der Aushandlung eines Friedensvertrags zwischen Ruanda und der DR Kongo.

#### Venezuela
Am ersten Tag von Trumps zweiter Amtszeit und im August desselben Jahres erhöhten die USA das Kopfgeld auf Staatspräsident Nicolás Maduro schrittweise von 15 auf 50 Millionen US-Dollar. Begründet hatte das US-Justizministerium dies damit, dass Maduro das Cartel de los Soles anführen soll. Noch im selben Monat ließ Trump Kriegsschiffe vor die Küste Venezuelas verlegen bzw. eine Seeblockade einrichten. Daraufhin ließ Maduro 4,5 Millionen Reservisten bzw. Milizionäre mobilisieren. Die Verlegung wurde vonseiten der US-Regierung sowohl mit der nicht enden wollenden Opoid-Epidemie in den USA als auch mit dem Kampf gegen Lateinamerikanische Drogenkartelle begründet. Trumps Regierungssprecherin Karoline Leavitt bezichtigte Maduro, die Vereinigten Staaten mit Drogen zu fluten. Die Blockade wird von Beobachtern als Versuch gewertet, Machthaber Maduro indirekt zu stürzen.

### Presse-, Wissenschafts- und Meinungsfreiheit
Entgegen den – an die Adresse Europas gerichteten – Forderungen von Trump, seinem Berater Elon Musk und Trumps Vize JD Vance, die Meinungsfreiheit und freie Berichterstattung zu stärken, wurde im Februar 2025 die Nachrichtenagentur Associated Press von Pressekonferenzen und Mitflügen in der Präsidentenmaschine ausgeschlossen, da sie sich nicht der von Trump dekretierten Umbenennung des Golfs von Mexiko in „Golf von Amerika“ angeschlossen hatte. Die Agentur sieht darin eine Verletzung des Ersten Verfassungszusatzes. Auch wurden mehr Presseplätze im Weißen Haus für Vertreter von Trump wohlgesinnten sozialen Medien reserviert, auf Kosten der klassischen Medien. Das öffentlich-rechtliche Hörfunkprogramm NPR wird von einer Kommission unter Führung des Medienaufsehers Brendan Carr überprüft, ähnlich wie Voice of America und Radio Free Europe. Trump verklagte auch den Sender CBS News auf 10 Milliarden Dollar Schadenersatz und verlangte den Entzug der Sendelizenz, da CBS, so seine Behauptung, in einem Interview seiner demokratischen Konkurrentin Kamala Harris zu einem unfairen Vorteil verholfen habe. Die Juristin Rebecca Hamilton kritisierte, dass Medien, die sich nicht mit der Trump-Agenda identifizierten, als Feinde gälten, und sprach von einer „fundamentale[n] Respektlosigkeit den Prinzipien gegenüber, die einer demokratischen Verpflichtung zu einer freien Presse zugrunde“ lägen.
Anfang März 2025 strich die Trump-Regierung der Columbia University staatliche Zuwendungen in Höhe von 400 Mio. Dollar, weil sie jüdische Studenten nicht genügend vor antisemitischen Anfeindungen geschützt habe. Ein Bericht der New York Times legt nahe, dass auch persönliche Gründe Trumps damit in Zusammenhang stehen. In den 1990er-Jahren wollte die Columbia-Universität ihre Räumlichkeiten erweitern. Trump, damals Immobilieninvestor, versuchte, ein großes Grundstück in Manhattan an die Universität zu verkaufen. Er bot es für 400 Millionen Dollar an, doch ein Gutachten der Investmentbank Goldman Sachs bewertete es nur auf 65 bis 90 Millionen Dollar. Nachdem die Universität das Angebot abgelehnt hatte, zeigte sich Trump nachtragend. Er schickte beleidigende Briefe an den damaligen Uni-Präsidenten Lee C. Bollinger und kritisierte ihn öffentlich. Der Bericht legt nahe, dass Trumps Entscheidung möglicherweise auch von seiner persönlichen Fehde mit der Universität beeinflusst wurde, die auf den geplatzten Immobiliendeal zurückgeht. Am 21. März 2025 gab das Unversitätspräsidium bekannt, dass dieses alle Forderungen anerkenne. Künftig würden u. a. 36 „Spezialbeamte“ der Campuspolizei befugt sein, Studenten vom Campus zu entfernen „oder festzunehmen“. Nach Zuspitzung eines schwerwiegenden Konfliktes mit der Harvard-Universität wurden Ende Mai 2025 Pläne der US-Regierung bekannt, die einreiserechtlichen Verfahren zur Aufnahme ausländischer Studenten auszusetzen.
Nach dem Amtsantritt Trumps im Januar 2025 löschten mehrere Regierungswebseiten historische und wissenschaftliche Informationen wie zum Beispiel HIV-Statistiken oder Informationen über Verhütung und die Grippeimpfung.
Der von Trump ernannte Interims-Bundesanwalt für Washington D. C., Ed Martin, behauptete in einem Schreiben an die Wikimedia Foundation, die Online-Enzyklopädie Wikipedia verbreite „Propaganda“ und erlaube „die Umschreibung wichtiger historischer Ereignisse und biografischer Daten zu ehemaligen und aktuellen Anführern der USA“. Er stellte auch die Steuerbefreiung für die Wikimedia in Frage. Er legte eine Liste mit Fragen an die Wikimedia vor, wie die, welche „Rechtfertigung“ die Stiftung dafür liefere, „Redakteure vor öffentlicher Kontrolle zu schützen“, und welche Maßnahmen die Stiftung ergreife, „um die Integrität und Kompetenz von leitenden Redakteuren und Administratoren zu beurteilen“. Martin war bereits mehrmals im russischen Staatsfernsehen aufgetreten, beispielsweise bei Russia Today, und verteidigte einen Teilnehmer des Sturms auf das Kapitol im Januar 2021 wiederholt in Videos und Podcasts. Der zu Wikipedia publizierende Journalist Stephen Harrison sagte, es gehe anscheinend darum, eine „America First-Version“ von Wikipedia zu schaffen.

### Steuer- und Haushaltspolitik
Donald Trump verfolgt in seiner zweiten Amtszeit eine expansive Steuerpolitik. Seine „Big Beautiful Bill“, die er bis zum 4. Juli 2025 unterzeichnen möchte, sieht eine dauerhafte Verlängerung der Steuererleichterungen aus seiner ersten Amtszeit vor. Unternehmenssteuern sollen von 21 % auf 20 % gesenkt werden, für lokal produzierende Unternehmen auf 15 %. Zudem plant Trump eine Reduzierung der Einkommensteuersätze für Arbeitnehmer und Familien sowie die Abschaffung der Abzugsbeschränkung für Bundesstaaten- und Kommunalsteuern. Der Gesetzentwurf verlängert die 2017 während Trumps erster Amtszeit verabschiedeten Unternehmens- und Privatsteuersenkungen; die von Präsident Joe Biden im Rahmen des Inflation Reduction Act verabschiedeten Förderungsmaßnahmen für erneuerbare Energien werden gestrichen.
Zudem führt Section 899 der „Big Beautiful Bill“  Strafsteuern für ausländische Investoren aus Ländern ein, die von den USA als steuerlich diskriminierend eingestuft werden.  Die wichtigsten Punkte:
- Strafsteuern auf Erträge: Investoren aus bestimmten Ländern müssen eine zusätzliche Quellensteuer auf Dividenden, Zinsen und Lizenzgebühren zahlen. Diese Steuer kann jährlich um 5 % steigen, bis zu einem Maximum von 20 %.
- Betroffene Länder: Die Regelung richtet sich gegen Länder, die Digitalsteuern oder Mindeststeuersätze für US-Unternehmen erheben, darunter viele EU-Staaten und die Schweiz.
- Auswirkungen auf Investoren: Besonders betroffen sind Anleger in Hochdividendenwerte, Pensionskassen und Staatsfonds.[123] Unklar ist derzeit, ob auch Zinsen aus US-Staatsanleihen unter die Regelung fallen.
- Mögliche wirtschaftliche Folgen: Experten warnen, dass die Regelung ausländische Investoren abschrecken und die Attraktivität von US-Investments mindern könnte.[124]

Diese Maßnahme wird als Reaktion auf ausländische Steuerpraktiken gegenüber US-Unternehmen gesehen und könnte erhebliche Auswirkungen auf die Finanzmärkte haben.
Am US-Unabhängigkeitstag 2025 unterzeichnete Trump den One Big Beautiful Bill Act.

#### Gegenfinanzierung der Steuererleichterungen
Die Finanzierung dieser Steuererleichterungen ist umstritten. Trump setzt auf Einschnitte bei Sozialprogrammen wie Medicaid sowie auf Kürzungen bei der Vergabe von Lebensmittelmarken für Bedürftige. Zudem sollen Strafzölle auf Importe erhoben werden – bis zu 60 % auf Waren aus China und 10–20 % für den Rest der Welt. Kritiker bezweifeln jedoch, dass diese Maßnahmen ausreichen, um das steigende Haushaltsdefizit auszugleichen. Das überparteiliche Haushaltsbüro des Kongresses schätzt, dass Trumps Steuerpolitik das Staatsdefizit innerhalb eines Jahrzehnts um rund 3,8 Billionen Dollar erhöhen könnte.

#### Konflikte innerhalb der Republikanischen Partei
Innerhalb der Republikanischen Partei gibt es erhebliche Konflikte über Trumps Steuer- und Haushaltspolitik. Während die Mehrheit der Republikaner seine Pläne unterstützen, lehnen erzkonservative Parteimitglieder das Gesetz ab, da es ihnen nicht weit genug geht. Sie fordern tiefere Einschnitte bei Sozialprogrammen wie Medicaid und die Abschaffung von Steuererleichterungen für erneuerbare Energien. Zudem gibt es Widerstand gegen die steigende Staatsverschuldung, die durch Trumps Steuerpläne weiter anwachsen könnte. Der Streit zwischen Trump und Elon Musk über das Gesetz hat die Spannungen innerhalb der Partei zusätzlich verschärft.

### Wirtschaftspolitik
Die wirtschaftspolitische Strategie der US-Regierung unter Trump ist im sog. Mar-a-Lago Accord ersichtlich. Sein Ziel ist die gezielte Abwertung des US-Dollars, um amerikanische Exporte zu fördern und Handelsungleichgewichte auszugleichen. Das von dem Ökonomen Stephen Miran stammende Konzept sieht zielkonfligierende Maßnahmen wie hohe Importzölle, die Umschuldung von US-Staatsschulden und Anreize zur Produktionsverlagerung in die USA vor. Kritiker warnen vor Inflationsrisiken und globalen Handelskonflikten, insbesondere für Europa und China. Zudem ignoriert der Mar-a-Lago Accord die Nebenwirkungen der Zollpolitik auf die einheimische Industrie. Ökonomen warnen davor, dass die Auswirkungen höherer Zölle andere Teile der Wirtschaft beeinträchtigen werden. Forscher fanden heraus, dass Trumps 2018-Runde von 25-Prozent-Stahl- und Aluminiumzöllen dazu beitrug, etwa 1.000 Arbeitsplätze in der Stahlproduktion zu schaffen, aber auch zum Verlust von 75.000 Arbeitsplätzen in der importabhängigen US-Fertigung beitrugen. Die langfristigen Folgen sind umstritten und könnten weltweite Finanzmärkte beeinflussen. Der Ökonom und Historiker Tobias Straumann bezeichnet das Vorgehen als höchst gefährlich. Die Umsetzung würde weit mehr Schaden anrichten als die Zollpolitik der Regierung Trump. Zentralbanken und private Anleger würden in großem Stil ihre kurzfristigen US-Anleihen verkaufen und dadurch eine Finanzkrise verursachen. Das Vertrauen in den US-Dollar wäre in kürzester Zeit ruiniert; das Weltwährungssystem würde kollabieren.
Klaus Wellershoff meint zu Trumps wirtschaftspolitischem Grundverständnis, mit Zöllen sei man im Zentrum der trumpschen Politikvorstellungen angelangt. In dessen merkantilistisch geprägten Grundüberlegungen zeige sich ein Weltbild aus dem 17. Jahrhundert. Trump glaube, die Amerikaner würden benachteiligt, wenn sie Waren im Ausland kaufen könnten. Mittelfristig werde dies zu verlangsamten Wirtschaftswachstum in den USA führen. Im wissenschaftlichen Diskurs – z. B. von Joseph Stiglitz und Paul Krugman – wird die Trumpsche Wirtschaftspoltik durchweg als inkonsistent und unpraktikabel verworfen.
Im August 2025 hob Trump Regulierungen bzgl. Wettbewerb und Verbraucherschutz auf, die sein Vorgänger Biden eingeführt hatte.

#### Einführung der Zölle
Ende Januar 2025 ordnete Trump die Gründung einer neuen Behörde, des External Revenue Service, an. Am 1. Februar 2025 unterzeichnete Trump ein Dekret, Zölle auf Waren aus der Volksrepublik China von 10 % und auf Waren aus Kanada und Mexiko von 25 % zu erheben (auf Energieprodukte aus Kanada von 10 %). Vor Inkrafttreten am 4. Februar um 0 Uhr Washingtoner Zeit setzte er nach Verhandlungen über eine stärkere Überwachung der Grenzen am 3. Februar die Zölle gegenüber Kanada und Mexiko für 30 Tage aus. Die Zölle gegenüber China dagegen traten am 4. Februar um 6 Uhr Washingtoner Zeit in Kraft. Ende Februar gab Trump bekannt, die Zölle für China mit Wirkung zum 4. März 2025 um weitere 10 % zu erhöhen.
Die US-Regierung übte erheblichen Druck auf Walmart und Amazon aus, um zu verhindern, dass die Unternehmen erhöhte Zölle als Ursache für steigende Preise öffentlich darstellen. Walmart hatte ursprünglich gewarnt, dass die von der Trump-Regierung eingeführten Zölle zu höheren Verbraucherpreisen führen könnten. Trump reagierte darauf mit heftiger Kritik und forderte das Unternehmen auf, die Zölle nicht als Begründung für Preissteigerungen zu verwenden. Ähnliche Spannungen ergaben sich mit Amazon. Der Onlinehändler plante offenbar, bei jedem Artikel transparent auszuweisen, welchen Anteil die Zölle am Preis haben. Das Weiße Haus kritisierte dies als „feindlichen politischen Akt“. Trump wandte sich persönlich an Amazon-Chef Jeff Bezos, um Druck auszuüben, woraufhin das Unternehmen die Pläne angeblich zurücknahm. Der US-Regierung kommt es mit dem Ziel, wirtschaftspolitische Entscheidungen in einem besseren Licht darzustellen, darauf an, eine öffentliche Verbindung zwischen den Zöllen und möglichen Preiserhöhungen zu vermeiden.
Am 27. März 2025 kündigte Trump Zölle in Höhe von 25 % auf Autoimporte an.

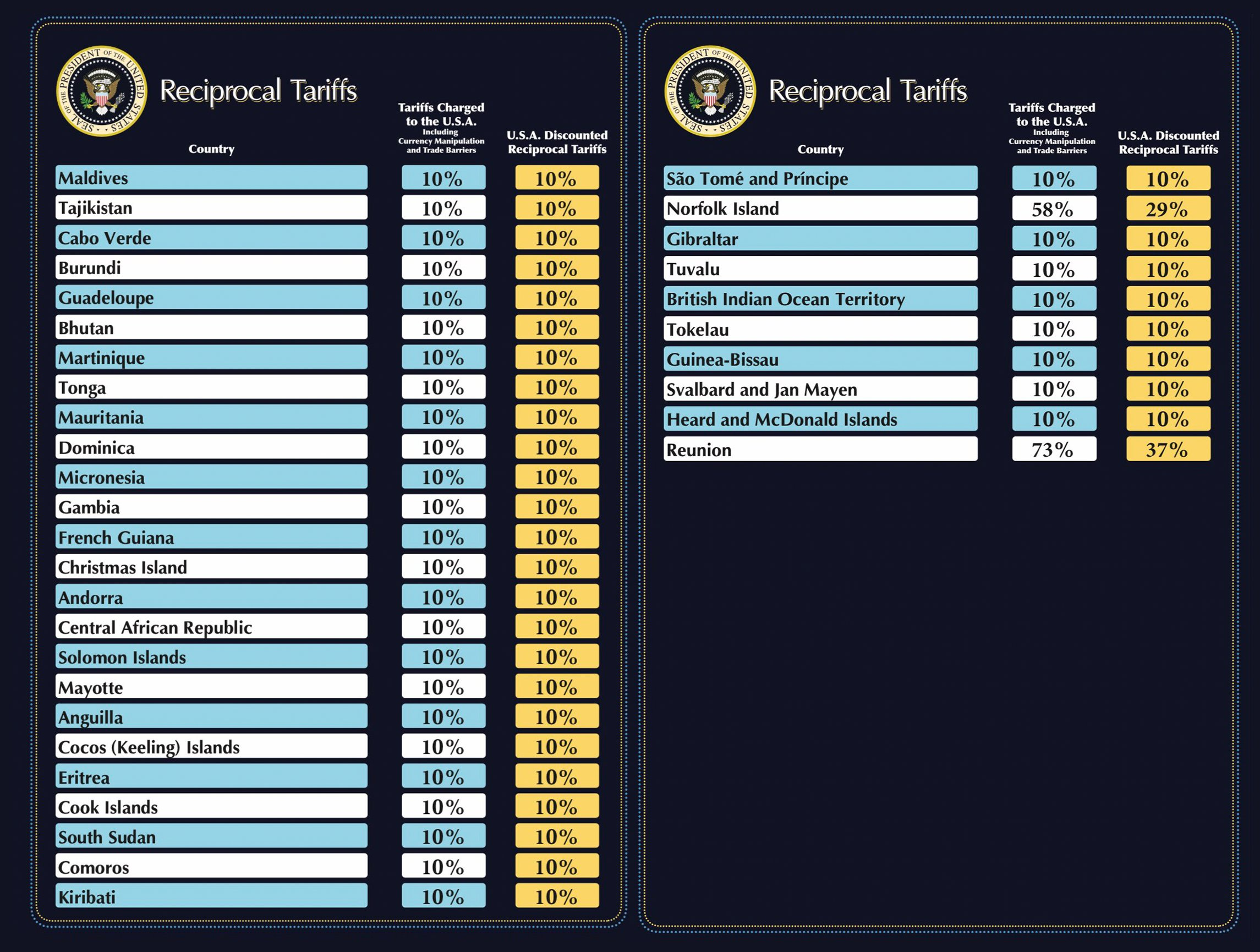
Die letzte Seite der offiziellen Zoll-Tabelle enthält unter anderem die gänzlich unbewohnten Heard und McDonaldinseln, das nur militärisch genutzte Britische Territorium im Indischen Ozean und – obwohl regulärer Teil der EU – die französische Insel Réunion.

 Den Tag der Verkündung aller Maßnahmen am 2. April deklarierte er zum „Liberation Day“. Hier erklärte er einen Basiszoll von 10 % für Importe und unterschrieb dazu ein Dekret. Für die Europäische Union (EU) würden 20 % anfallen, für die Schweiz 31 % und für Liechtenstein 37 %. China wurden 34 % statt bisher 20 % auferlegt. Trump bezeichnete seine Maßnahme als Gegenzölle in Höhe der Hälfte derjenigen, die die USA in Staaten oder Regionen zu zahlen hätten. Bei letzteren handelte es sich laut dem US-Journalisten James Surowiecki nicht um Zölle, sondern um das US-Handelsdefizit 2024 geteilt durch die Importe. Mit der EU hatte man beispielsweise ein Handelsdefizit von 235,6 Mrd. USD und aus der EU wurden Waren im Wert von 605,8 Mrd. USD importiert. Dies ergibt (aufgerundet) die von Trump behaupteten „Zölle“ seitens der EU von 39 % und „Gegenzölle“ von 20 %; analog für andere Länder. Nach Ansicht von Fondsmanagern ist die Grundformel für die Ermittlung der zu erhebenden Zölle irrational; ein NewYorker Analyst spottete: Es handele sich dabei um eine Gleichung mit „drei Äpfeln, vier Orangen plus zwei Cashewnüssen, multipliziert mit sieben, geteilt durch zwei“. Nutzer auf X merkten an, dass die KI-Modelle ChatGPT, Gemini und Grok jeweils die genannte Formel vorschlugen, wenn sie nach einer „einfachen Berechnung für Zölle [...] zum Ausgleich des Handelsdefizits“ gefragt wurden, gleichzeitig aber auch auf Unzulänglichkeiten ihrer Antwort hinwiesen. Die neuen US-Zölle werden als schwerer Schock für den Welthandel und als Abkehr der USA von einer regelbasierten Welthandelsordnung (WTO / GATS) bezeichnet. Einige Länder kündigten als Reaktion Gegenmaßnahmen an, die Schweiz erklärte, zunächst andere Lösungen zu prüfen. Am 1. August wurde bekannt, dass die Schweiz neu mit einem Zollsatz von 39 % belegt wurde, die ab dem 7. August gelten sollen. Damit hat die Schweiz nach Brasilien (50 %), Syrien (41 %), Laos und Myanmar (je 40 %) den weltweit 5. höchsten Zoll erhalten.

#### Handel mit China
Die Regierung der VR China kündigte am 4. April Gegenzölle in Höhe von 34 % an, die laut Handelsministerium am 10. April 2025 in Kraft treten sollen.
Zwei Tage später, am 7. April 2025, drohte Trump auf seiner Social-Media-Plattform Truth Social trotz der weltweiten Talfahrt der Börsen mit einer erneuten Erhöhung der Strafzölle gegen China um weitere 50 % und gab bekannt, der chinesischen Regierung bis am nächsten Tag Zeit zu geben, die Gegenzölle in Höhe von 34 % wieder zurückzunehmen. Andernfalls würden seine neuen Strafzölle am 9. April 2025 in Kraft treten. Auch die anderen Länder wurden per 9. April teilweise mit neuen Zöllen belegt. Am 9. April erhöhte das nun mit einem Zollsatz von 104 % belegte China seine Zölle gegenüber den USA mit Wirkung zum 10. April ebenfalls um 50 % auf nunmehr 84 %. Weil es „mangelnden Respekt gegenüber den Weltmärkten gezeigt“ hätte, schrieb Trump am Abend des 9. April 2025 auf Truth Social, erhöhe er mit sofortiger Wirkung die Zölle gegenüber China auf 125 %. Für mehr als 75 Länder, die Verhandlungsbereitschaft ohne Gegenzölle gezeigt hätten, setze er ebenfalls mit sofortiger Wirkung für 90 Tage die Zolltarife seiner am 2. April vorgestellten Tabelle zugunsten pauschalen 10 % aus. Am 10. April 2025 wurde aus der US-Regierungszentrale verdeutlicht, dass die 125 % gegenüber China den zweimal erhöhten Wert der Zolltabelle vom 2. April darstellen und die zweimal 10 % Zollbelastung von Anfang Februar und März noch aufzuschlagen sind, für chinesische Waren somit ein Einfuhrzoll von 145 % bestehe. China zog nach und verkündete am 11. April ebenfalls Gegenzölle von 125 %, wirksam ab 12. April 2025. Nach einem Treffen US-amerikanischer und chinesischer Delegationen am Wochenende des 10./11. Mai 2025 in Genf wurden die gegenseitigen Zölle für 90 Tage von 145 auf 30 % für Waren aus China in die USA und von 125 auf 10 % für den umgekehrten Weg gesenkt.
Im August 2025 revidierte Trump seine Haltung nach intensiven Lobby-Interventionen des hauptbetroffenen Unternehmens Nvidia. Dessen Chef Jensen Huang traf sich im Juli persönlich im Weißen Haus mit Trump, um drastische Konsequenzen für den US-Investitionsstandort zu beklagen. Huang versprach, 500 Milliarden Dollar in inländische Projekte zu stecken, sollte das Verbot aufgehoben werden. Kurz darauf nahm Trump die Restriktionen zurück und ordnete an, die entsprechenden Exportlizenzen erneut auszustellen. Die Abwicklung erfolgte allerdings erst nach einer zweiten Begegnung zwischen Trump und Huang Anfang August. Überraschend war nicht nur die schnelle Umkehr, sondern auch die von beiden Seiten getroffene Finanzregelung: Nvidia – später gefolgt von AMD – verpflichtet sich, dem US-Staat 15 Prozent seiner Umsätze aus China-Exporten abzuführen. Diese Vereinbarung blieb wochenlang geheim und wurde weder im Handelsministerium öffentlich kommuniziert noch formell bestätigt. Trumps Verhalten in diesem Fall erscheint widersprüchlich. Einerseits berief er sich auf Sicherheitsbedenken, andererseits drehte er den Kurs gegen ein großzügiges Investitionsversprechen um. Kritiker werten die 15-Prozent-Abgabe als absurde Strafsteuer oder schlicht als Ausgleich für den Deal im Hintergrund. Die Aktion verdeutlicht, wie Trump persönliche Kontakte, kurzfristige, verfassungs- und handelsrechtlich problematische Wirtschaftsversprechen und intransparente Absprachen einsetzt, um politische Entscheidungen zu treffen und ökonomische Ziele zu verfolgen.

#### Temporäre Aufhebung der meisten Zölle
Gegen Trumps Zollaktivitäten reichte der Bundesstaat Kalifornien Mitte April 2025 Klage am Bundesbezirksgericht für den Nördlichen Bezirk von Kalifornien (U. S. District Court for the Northern District of California) ein. Zum einen habe Trump in seinen diesbezüglichen Dekreten (Executive Orders) das International Emergency Economic Powers Act genannte nationale Notstandsgesetz benutzt, das eine Erhebung von Zöllen jedoch nicht vorsieht. Das Gesetz von 1977 ermächtige den Präsidenten lediglich, im Notfall notwendige Wirtschaftssanktionen zu verhängen, „um eine ungewöhnliche und außergewöhnliche Bedrohung zu bekämpfen“. Zum anderen sei für die Erhebung von Zöllen eine Zustimmung durch den Kongress notwendig. Zwölf weitere Bundesstaaten, darunter die republikanisch regierten Staaten Arizona und Nevada, klagten vor dem United States Court of International Trade (US-Bundesgericht für internationalen Handel) mit Sitz in New York. Auch mehrere Gruppen kleinerer Unternehmen, eine davon vertreten durch das gemeinnützige Liberty Justice Center, reichten Klage ein.
Ein aus drei Richtern bestehendes Gremium des United States Court of International Trade entschied am 28. Mai 2025, der Präsident habe seine Befugnisse überschritten, als er pauschal Zölle auf Importe aus Ländern verhängte, die mehr in die Vereinigten Staaten exportieren als importieren. Ausschließlich der Kongress dürfe den Handel regulieren – der Präsident könne die Verfassungsbestimmung nicht unter Berufung auf den International Emergency Economic Powers Act (IEEPA) außer Kraft setzen. Die von Donald Trump derart begründeten Zölle seien damit „aufgehoben und ihre Anwendung dauerhaft untersagt“.
Am 29. Mai 2025 wurde ein weiteres Urteil gegen die Trump’schen Zölle bekannt, verhängt von Bundesrichter Rudolph Contreras in Washington, D.C.: Das Gesetz habe „den Präsidenten nicht ermächtigt, die in fünf seiner Anordnungen festgelegten Zölle zu erheben“. Der Richter untersagte der Trump-Administration, von den Klägern, zwei Familienunternehmen im Staate Illinois, Zölle einzuheben.
Das New Yorker Urteil räumt dem Weißen Haus eine Frist von zehn Tagen zur Aufhebung der Zölle ein. Die Trump-Regierung legte umgehend Berufung beim United States Court of Appeals for the Federal Circuit ein. Die Handelsdefizite seien ein nationales Sicherheitsrisiko und hätten eine nationale Notlage geschaffen. Nicht gewählte Richter hätten nicht darüber zu entscheiden, wie man damit umgehe. Das Berufungsgericht setzte die Entscheidung des Erstgerichts am 29. Mai temporär außer Kraft und setzte Anhörungen beider Seiten an – der beiden maßgeblichen Klägergruppen und des Weißen Hauses. Kommentator Lawrence O’Donnell (MSNBC) wies darauf hin, dass die Anwälte des Präsidenten – für den Fall, dass die Zölle in letzter Instanz als illegal gewertet würden – Schadenersatz zusicherten. Er verwies auf den Satz „will issue refunds“ im Klageeinspruch, der von Journalisten überlesen worden sei.

#### Weiter bestehende Zölle
Nicht von der Entscheidung des Gerichts betroffen sind die Zölle auf Importe von Autos, Aluminium und Stahl. Diese wurden mit Trumps Dekret 10908 unter Berufung auf Paragraph 232 des Trade Expansion Act aus dem Jahr 1962 begründet. In Folge des New Yorker Urteils verkündete Präsident Trump am 31. Mai 2025 die Entscheidung, ab 4. Juni 2025 die Zölle für Aluminium und Stahl von 25 % auf 50 % zu erhöhen. Diese Verdoppelung gilt für alle Importe dieser Waren weltweit – ausgenommen Großbritannien.

#### Handelsabkommen mit dem Vereinigten Königreich
Einem am 8. Mai 2025 bekannt gewordenen ersten Handelsabkommen mit Großbritannien zufolge bleiben die 10-%-Zölle der USA gegenüber diesem Land bestehen, während dieses seine Zölle gegenüber den USA von 5,1 % auf 1,8 % reduziert. Ende Juni 2025 senkten die USA im Rahmen einer Vereinbarung mit dem Vereinigten Königreich die Zölle auf in Großbritannien produzierten Autos von 27,5 auf 10 %. Außerdem wurden Zölle von zuvor zehn Prozent auf Güter wie Flugzeugteile und Triebwerke abgeschafft.

#### Handelsabkommen mit der EU
Ende Juli 2025 einigte sich die EU-Kommission unter Führung von Ursula von der Leyen mit Donald Trump auf Zölle in Höhe von 15 Prozent für die meisten Waren-Importe aus der EU in die USA; umgekehrt sollen die USA jedoch zollfreien Zugang zum EU-Binnenmarkt erhalten. Bisher lagen die gegenseitigen Zölle im Durchschnitt nur bei rund 1 Prozent. Vorangegangen waren Drohungen von Trump mit Zöllen von bis zu 30 Prozent ab August. Die EU-Kommission erklärte außerdem, dass europäische Unternehmen 600 Milliarden US-Dollar in den USA investieren und für 750 Milliarden US-Dollar Energie aus den USA kaufen würden. Nur wenige Produkte sind von den Zöllen ausgenommen, „unter anderem Flugzeuge und Flugzeugteile, bestimmte Chemikalien sowie bestimmte landwirtschaftliche Erzeugnisse“; zudem bleiben die US-Zölle auf Stahl- und Aluminiumprodukte in Höhe von 50 Prozent bestehen. Details sollen nun von Unterhändlern vereinbart werden.

### Gesundheitspolitik
Im März 2025 strich die Regierung unter Donald Trump die Gelder für mehr als 30 Forschungsprojekte, die sich mit Gründen für und Maßnahmen gegen Impfskepsis befassen.
Per Dekret ordnete Trump im Mai 2025 an, die Verkaufspreise für verschreibungspflichtige Medikamente zu senken. Die US-amerikanischen Preise für Medikamente, die zuvor fast dreimal so hoch wie in vergleichbaren Industriestaaten ausfielen, müssen sich laut dem Dekret an dem Preisniveau orientieren, das für dieselben Arzneien in anderen Industriestaaten gilt.
Anfang August 2025 verkündete das US-Gesundheitsministerium, es werde 500 Millionen Dollar an Forschungsfinanzierung für mRNA-Impfstoffe streichen. Gesundheitsminister Robert F. Kennedy Jr. sagte, man habe Daten überprüft und „Experten zugehört“; dabei habe sich gezeigt, „dass diese Impfstoffe nicht effektiv genug gegen Atemwegserkrankungen wie COVID und Grippe schützen“. Wissenschaftler widersprachen dem entschieden. Sie verwiesen darauf, dass die Impfungen in der COVID-19-Pandemie Millionen von Menschen das Leben gerettet hätten, aber auch darauf, dass sowohl die USA nun anfälliger für mögliche neue Pandemien seien, die Kürzungen jedoch darüber hinaus „für uns alle von Nachteil“ seien.

### Weitere Maßnahmen
Während einer Ende Februar 2025 stattfindenden Veranstaltung der National Governors Association im Weißen Haus kam es zu einer heftigen Auseinandersetzung zwischen Donald Trump und der Gouverneurin des Bundesstaates Maine, Janet Mills, welche eine Kampagne der US-Bundesverwaltung gegen den Bundesstaat Maine nach sich zog.
Am 1. März 2025 unterzeichnete Trump eine Executive Order (Durchführungsverordnung), wonach nur die englische Sprache Amtssprache in den Vereinigten Staaten ist. Übersetzungen von Internetseiten in die spanische Sprache, wie etwa der Website des Weißen Hauses, wurden mitunter gelöscht. In einem Beitrag auf Truth Social forderte Trump Anfang Mai 2025 die Wiederinbetriebnahme des ehemaligen Bundesgefängnisses auf Alcatraz in der Bucht von San Francisco.
Im Mai 2025 ernannte Trump mit Kingsley Wilson eine neue Sprecherin des Pentagons, die in der Vergangenheit auf sozialen Medien immer wieder rassistische und antisemitische Verschwörungstheorien wie zum Beispiel die des Großen Austauschs verbreitet hatte. Vor ihrer Ernennung hatte sie sich gegen Hilfen für die Ukraine und Israel ausgesprochen, den russischen Präsidenten Putin gelobt, den immer wieder mit antisemitischen Aussagen aufgefallenen Rapper Kanye West in Schutz genommen und Sympathien für die AfD geäußert. Zudem hatte sie den 1915 gelynchten und 1986 postum begnadigten Leo Frank der angeblich tatsächlich begangenen Vergewaltigung und des Mordes bezichtigt und dabei die Anti Defamation League verunglimpft.

## Rechtsstreitigkeiten
Unmittelbar nach der Amtseinführung von Trump wurden am 20. Januar 2025 drei Klagen beim Bundesgericht in Washington, D.C. eingereicht. Sie zielten auf die Auflösung des von Trump angekündigten Departments of Government Efficiency unter Führung von Elon Musk wegen der Verletzung des Federal Advisory Committee Act. Dieses Gesetz verlangt, dass Beratungsausschüsse objektiv und für die Öffentlichkeit transparent sind.
Die American Civil Liberties Union und 22 US-Bundesstaaten erhoben Klage gegen die Executive Order, in den Vereinigten Staaten geborenen Kindern illegaler Einwanderer Geburtsurkunden (bzw. die durch den 14. Zusatzartikel der Verfassung garantierte US-amerikanische Staatsbürgerschaft bei Geburt auf US-amerikanischem Boden) vorzuenthalten. Bei einer Anhörung bezeichnete US-Bezirksrichter John C. Coughenour Trumps Anordnung als „eklatant verfassungswidrig“. Er kündigte an, die von den Staaten Washington, Arizona, Illinois und Oregon begehrte einstweilige Verfügung antragsgemäß zu erlassen.
Am 21. April 2025 verklagte die Harvard-Universität die Trump-Regierung bei einem Bundesgericht in Michigan, da sie die Streichung von Bundeszuschüssen in Milliardenhöhe als Verstoß gegen die Meinungsfreiheit und Bundesgesetze ansieht. Die Regierung begründete die Streichungen mit dem Vorwurf, Harvard gehe nicht ausreichend gegen Antisemitismus auf dem Campus vor und forderte weitreichende Kontrolle über akademische Vorgänge. Harvard wies diese Forderungen zurück, die Universitätsleitung sieht darin einen Versuch der Regierung, „die Kontrolle über akademische Entscheidungen in Harvard zu erlangen“. Wegen der Weigerung drohte die Regierung mit dem Entzug von 2,2 Milliarden Dollar an Zuschüssen, 60 Milliarden Dollar an Verträgen, der Aufhebung der Steuerbefreiung und der Verweigerung von Visa für ausländische Studenten. Harvard-Präsident Alan Garber machte geltend, dass die Universität Antisemitismus ernst nehme und entschlossen dagegen vorgehe, er beanstandete die Einmischung der Regierung in akademische Angelegenheiten. Nahezu zeitgleich prangerten mehr als 150 Hochschulen in einem offenen Brief die „beispiellose Übergriffigkeit und politische Einmischung“ der Regierung in das Hochschulwesen an. Die US-Regierung erhöhte den Druck auf die Universität durch Verbot der Immatrikulation ausländischer Studenten. Heimatschutzministerin Kristi Noem sagte, sie habe ihr Ministerium angewiesen, Harvards Zertifizierung für das Student and Exchange Visitor Program (SEVP, Programm zur Erfassung und Verwaltung ausländischer Studierender) zu entziehen. Harvard hat im Studienjahr 2024–2025 fast 6.800 internationale Studierende eingeschrieben, was laut Universitätsangaben 27 % der Gesamtimmatrikulationen entspricht. Zur Begründung verwies Noem auf die Weigerung der Universität, vom Heimatschutzministerium im April 2025 angeforderten Führungszeugnisse ausländischer Studenten herauszugeben.
Aufgrund von Berichten im Wall Street Journal über Verbindungen zwischen ihm und dem verurteilten Sexualstraftäter Jeffrey Epstein erhob Trump im Juli 2025 eine Schadensersatzklage gegen mehrere Beteiligte. Zuvor hatte er bereits die Veröffentlichung von Akten zu Epsteins Fall in Aussicht gestellt.

## Proteste und Demonstrationen

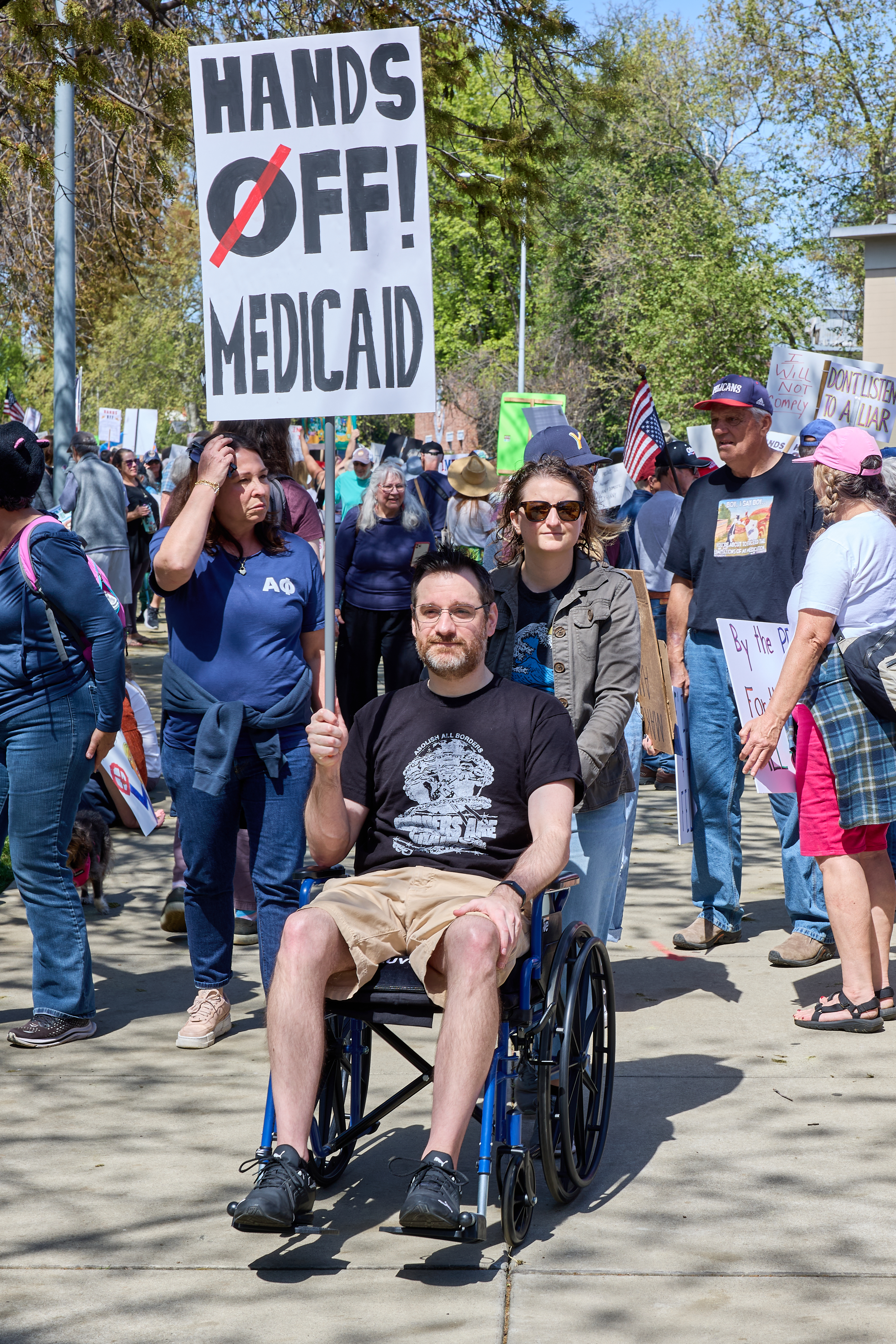
Hands Off! Demonstration in Chico, Kalifornien, am 5. April 2025

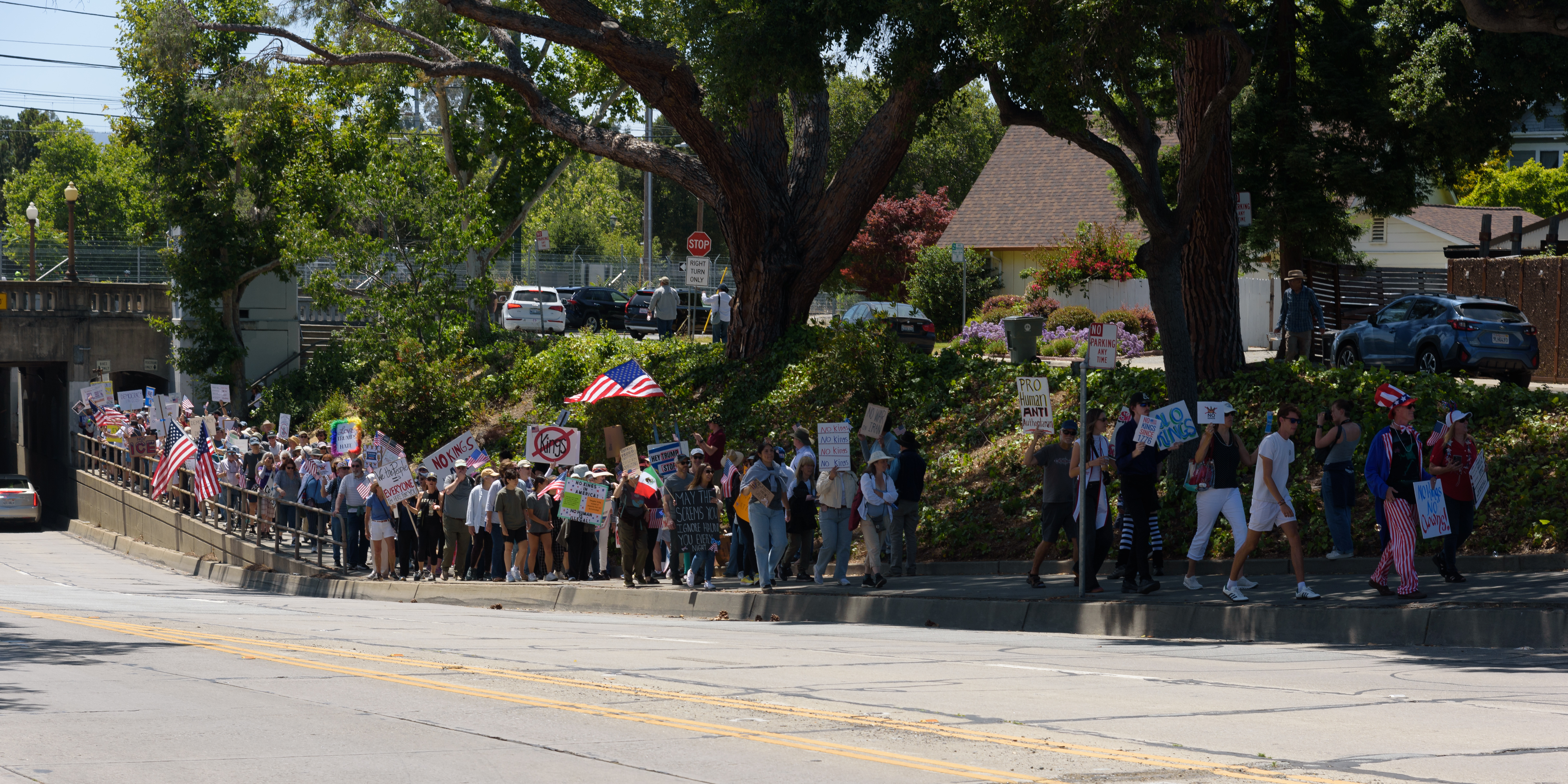
„No Kings“-Proteste in Palo Alto am 14. Juni 2025

Am 5. April 2025 fanden unter dem Motto „Hands Off!“ in zahlreichen Städten der USA Demonstrationen statt. Die Proteste wurden an mehr als 1.200 Orten in allen 50 Bundesstaaten organisiert und waren – laut Associated Press – die bis dahin größte Massenmobilisierung nach dem Amtsantritt von Donald Trump.
Dieser Rekord wurde durch die „No Kings“-Proteste am 14. Juni 2025 als Reaktion auf die Militärparade der US-Streitkräfte an Donald Trumps 79. Geburtstag abgelöst. Allein in den USA fanden über 2.000 Demonstrationen mit mehreren Millionen Teilnehmern statt.

## Rezeption
Im März 2025 kündigten der Historiker Timothy Snyder, seine Frau, die Osteuropaforscherin Marci Shore, und der Faschismusforscher Jason Stanley an, die USA wegen der Regierung Trump zu verlassen. Stanley erklärte, dass er seine Kinder in einem Land großziehen wolle, „das nicht auf eine faschistische Diktatur zusteuert“. Shore äußerte, Toronto und die Munk School seien „sehr attraktive Orte, selbst wenn man den amerikanischen Abstieg in den Faschismus außer Acht“ lasse. Natürlich aber habe „die amerikanische Katastrophe eine Rolle gespielt“ bei der Entscheidung.